# Andreja Sterle Podobnik
Andreja Sterle Podobnik, slovenska ultramaratonka in menedžerka, * 29. november 1976.
Sredi novembra 2016 je v nepalski Himalaji zmagala na šestdnevnem etapnem teku, imenovanem The Everest Trail Race in bila izbrana za Slovenko leta za leto 2016. Leta 2019 se je skupaj z družino udeležila 1. sezone resničnostnega šova Fittest family Hrvaška.